# Općina Rečica ob Savinji
Općina Rečica ob Savinji (slo.:Občina Rečica ob Savinji) je općina u sjevernoj Sloveniji u pokrajini Štajerskoj i statističkoj regiji Savinjskoj. Središte općine je naselje Rečica ob Savinji s 555 stanovnika. Općina Rečica ob Savinji nastala je u listopadu 2006. godine izdvajanjem iz općine Mozirje.

## Naselja u općini
Dol-Suha, 
Grušovlje, 
Homec, 
Nizka, 
Poljane, 
Rečica ob Savinji, 
Spodnja Rečica, 
Spodnje Pobrežje, 
Šentjanž, 
Trnovec, 
Varpolje, 
Zgornje Pobrežje

## Vanjske poveznice
- Službena stranica općine